# Thlaspi epirotum
Thlaspi epirotum là một loài thực vật có hoa trong họ Cải. Loài này được Halácsy miêu tả khoa học đầu tiên năm 1900.